# Gérard de Douai
Gérard de Douai est né à Douai au XIIe siècle dans le château des Creux. Il décède quelques années après 1215, à l'Abbaye Toussaints de Chalons.
Il est le fils de Wautier II et neveu de Hugues II, septième abbé de Saint-Vincent de Senlis.

## Biographie
- 1202, à la mort de Rotrou du Perche, il devient évêque de Châlons-en-Champagne jusqu'en 1214.
- 1203, il est sacré à Reims
- 1206, le 17 octobre, Gérard de Douai se trouve à Douai avec les évêques d'Arras et de Tournai pour la translation du corps de Saint-Amé. Les 3 évêques portent le corps sur leurs épaules depuis l'église Saint-Amé jusqu'au Mont de Douai, petit monticule situé à la droite de la route d'Arras, en sortant de Douai.
- Il enrichit, à ses frais, la libraire de l'Abbaye Notre-Dame de Cheminon de bon nombre de manuscrits.